# روفينو تامايو
روفينو تامايو (بالإسبانية: Rufino Tamayo)‏ (و. 1899 – 1991 م) هو رسام من المكسيك ولد في أواخاكا.

## جوائز
حصل على جوائز منها الجائزة الوطنية في العلوم والآداب في المكسيك.

## روابط خارجية
- روفينو تامايو على موقع الموسوعة البريطانية (الإنجليزية)
- روفينو تامايو على موقع إن إن دي بي (الإنجليزية)